# Milan Hejduk
Milan Hejduk (* 14. Februar 1976 in Ústí nad Labem, Tschechoslowakei) ist ein ehemaliger tschechischer Eishockeyspieler. Von 1998 bis 2013 spielte er für die Colorado Avalanche in der National Hockey League (NHL) auf der Position des rechten Flügelstürmers. In seiner 13 Spielzeiten andauernden NHL-Karriere gewann er 2001 mit der Avalanche den Stanley Cup sowie 2003 als bester Torschütze der NHL die Maurice Richard Trophy. Im November 2011 wurde Hejduk zum dritten Mannschaftskapitän der Franchise-Geschichte ernannt, bevor seine Rückennummer 23 nach seinem Karriereende gesperrt wurde. Auf internationaler Ebene erspielte er sich mit der tschechischen Nationalmannschaft bei den Olympischen Winterspielen 1998 die Goldmedaille.

## Karriere

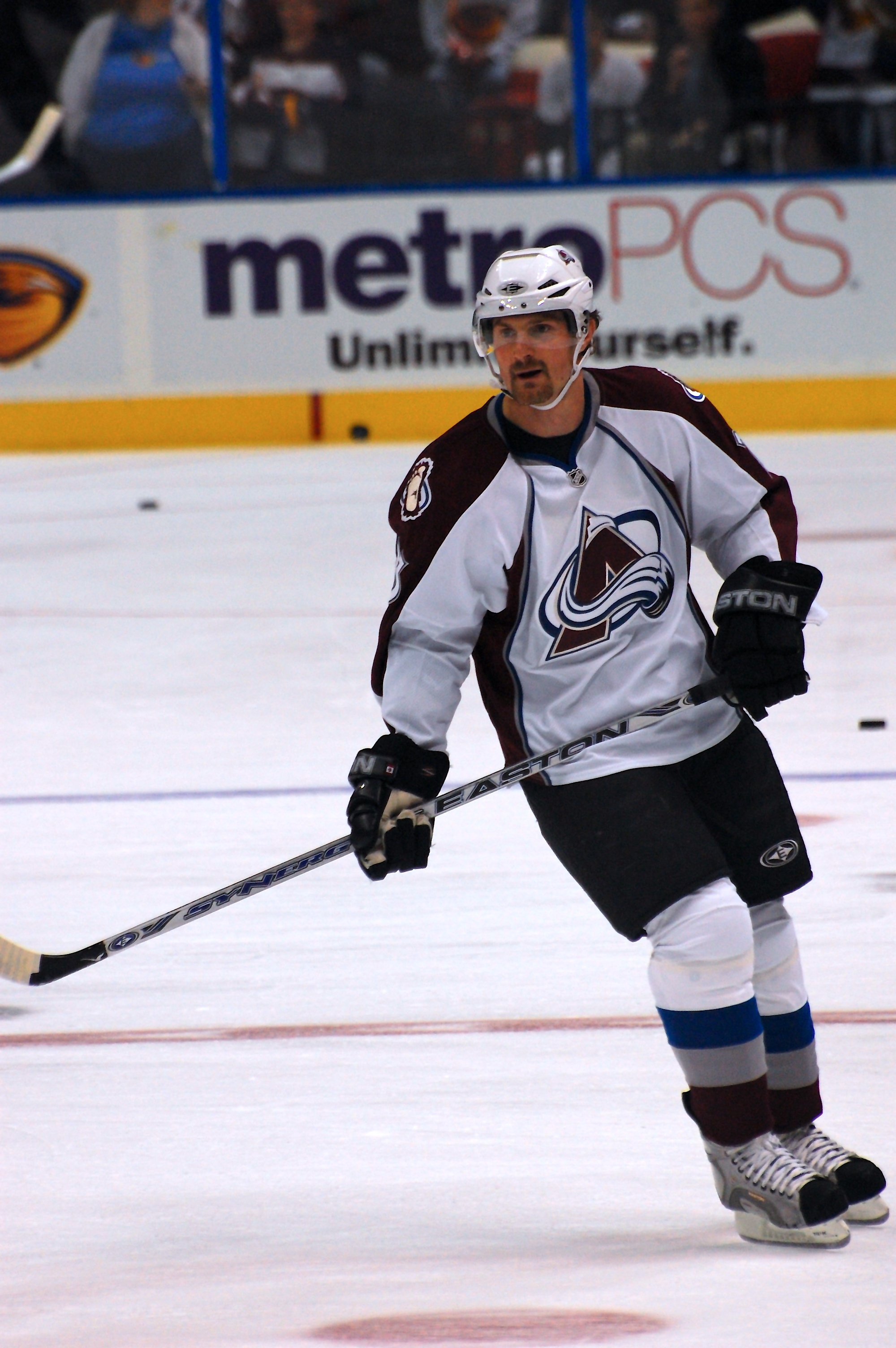
Milan Hejduk im Trikot der Colorado Avalanche (2008).

Milan Hejduk begann seine Spielerkarriere in den Nachwuchsmannschaften des HC Teplice, bevor er 1992 zum tschechischen Erstligisten HC Pardubice wechselte. Für diesen Klub gab er während der Saison 1993/94 sein Debüt in der Herrenmannschaft. Im selben Jahr wurde er als Extraliga Rookie des Jahres ausgezeichnet. Nach seiner ersten Saison im Seniorenbereich wurde der damals 18-jährige beim NHL Entry Draft 1994 von den Québec Nordiques in der vierten Runde an 87. Stelle ausgewählt (gedraftet). Bis 1998 spielte er für Pardubice in der Extraliga und konnte seine Statistiken von Jahr zu Jahr verbessern.
Im Sommer 1998 wechselte er nach Nordamerika und schaffte sofort den Sprung in die NHL. Das Team, das ihn gedraftet hatte, war inzwischen aus Québec nach Denver gezogen und bei der Colorado Avalanche konnte er im Schatten der großen Stars Joe Sakic und Peter Forsberg gemeinsam mit einigen Youngsters wie Chris Drury und Adam Deadmarsh zu einem Star heranreifen. 2001 holte er mit seinem Team den Stanley Cup. Seine beste Saison hatte er 2002/03, als er sowohl die meisten Tore erzielte als auch in der Plus/Minus Wertung dominierte. Als die NHL-Spieler in der Saison 2004/05 streikten, kehrte er für ein Jahr zum HC Pardubice zurück und gewann die tschechische Meisterschaft.
Am 6. Januar 2018 wurde Hejduk zum sechsten Spieler der Teamgeschichte, dessen Rückennummer zu seinen Ehren gesperrt wurde.

### International
Seinen ersten Einsatz im Nationaltrikot hatte Hejduk bei der U20-Weltmeisterschaft 1995. Ab 1998 spielte er bei Großereignissen im Team der Tschechen, so bei der Weltmeisterschaft 1998, wo diese die Bronzemedaille gewannen, und bei den Olympischen Winterspielen 1998 in Nagano, wo die tschechische Auswahl die Goldmedaille gewann. Weitere olympische Einsätze hatte er bei den Olympischen Winterspielen 2002 und 2006. Bei letzteren gewann er erneut die Bronzemedaille. Außerdem nahm er an der Weltmeisterschaft 2003 und am World Cup of Hockey 2004 teil.

## Erfolge und Auszeichnungen
| - 1994 Tschechischer Vizemeister mit dem HC Pardubice - 1994 Rookie des Jahres der Extraliga - 1999 NHL All-Rookie-Team - 2000 Teilnahme am NHL All-Star-Game - 2001 Teilnahme am NHL All-Star-Game - 2001 Stanley-Cup-Gewinn mit der Colorado Avalanche - 2003 Maurice ‚Rocket‘ Richard Trophy | - 2003 NHL Plus/Minus Award (gemeinsam mit Peter Forsberg) - 2003 NHL Second All-Star-Team - 2003 Zlatá hokejka - 2005 Tschechischer Meister mit dem HC Moeller Pardubice - 2009 Teilnahme am NHL All-Star-Game - 2018 Sperrung der Trikotnummer 23 durch die Colorado Avalanche |

### International
- 1998 Goldmedaille bei den Olympischen Winterspielen
- 1998 Bronzemedaille bei der Weltmeisterschaft
- 2006 Bronzemedaille bei den Olympischen Winterspielen

## Karrierestatistik

### International
(Legende zur Spielerstatistik: Sp oder GP = absolvierte Spiele; T oder G = erzielte Tore; V oder A = erzielte Assists; Pkt oder Pts = erzielte Scorerpunkte; SM oder PIM = erhaltene Strafminuten; +/− = Plus/Minus-Bilanz; PP = erzielte Überzahltore; SH = erzielte Unterzahltore; GW = erzielte Siegtore; 1 Play-downs/Relegation; Kursiv: Statistik nicht vollständig)

## Persönliches
Hejduk ist verheiratet und Vater zweier Söhne. Im März 2016 erhielt er die Staatsbürgerschaft der Vereinigten Staaten.